# Chrysopogon fuscus
Chrysopogon fuscus là một loài ruồi trong họ Asilidae. Chrysopogon fuscus được Clements miêu tả năm 1985. Loài này phân bố ở miền Australasia.